# Episodi de Le ragazze del centralino (seconda stagione)
La seconda stagione della serie televisiva Le ragazze del centralino, composta da 8 episodi, è stata distribuita a livello internazionale il 25 dicembre 2017 sul servizio on demand Netflix.
| nº | Titolo originale  | Titolo italiano             | Pubblicazione Spagna | Pubblicazione Italia |
| -- | ----------------- | --------------------------- | -------------------- | -------------------- |
| 1  | La elección       | Capitolo 9: La scelta       | 25 dicembre 2017     | 25 dicembre 2017     |
| 2  | El pacto          | Capitolo 10: Il patto       | 25 dicembre 2017     | 25 dicembre 2017     |
| 3  | Los celos         | Capitolo 11: La gelosia     | 25 dicembre 2017     | 25 dicembre 2017     |
| 4  | La culpa          | Capitolo 12: La colpa       | 25 dicembre 2017     | 25 dicembre 2017     |
| 5  | Los secretos      | Capitolo 13: I segreti      | 25 dicembre 2017     | 25 dicembre 2017     |
| 6  | La soledad        | Capitolo 14: La solitudine  | 25 dicembre 2017     | 25 dicembre 2017     |
| 7  | Las oportunidades | Capitolo 15: Le opportunità | 25 dicembre 2017     | 25 dicembre 2017     |
| 8  | La inocencia      | Capitolo 16: Innocenza      | 25 dicembre 2017     | 25 dicembre 2017     |

## 1. Capitolo 9: La scelta
L'episodio inizia con un flashback di un occultamento di un cadavere nel fiume, perpetuato da Lidia, Marga, Carlota e Ángeles. Le ultime 40 ore sono riviste. Capodanno 1929: sei mesi dopo la presentazione del Router 7, l'azienda cambia radicalmente: Lidia diventa la segretaria del direttore. Tuttavia, il capo non è più Francisco, ma Uribe, l'investitore che ha firmato il contratto Router 7 con Carlos. Carlos ha infatti scoperto tutta la verità sul passato di Lidia e Francisco: quest'ultimo ha lasciato il posto di direttore dell'azienda, la moglie Elisa lo ha allontanato da casa e ora lavora alla stazione dei treni come fabbro. Carlos ha perso completamente il controllo dell'azienda. Lidia pensa al progetto di costruire cabine telefoniche pubbliche e cerca di riconquistare Carlos, il quale, perdendo l'azienda, gli riserva una vendetta mortale: prima la corteggia e poi le ruba il progetto e lo presenta a Uribe. Nel frattempo le ragazze continuano la loro vita e, in particolare, Ángeles, che ha lasciato definitivamente il lavoro in azienda e si dedica alla casa e alla famiglia. Mario, che nel frattempo ha continuato ad avere una relazione con Carolina, rimasta incinta, è sempre più violento: Ángeles lo avvelena con il cianuro aggiungendo delle gocce ai suoi pasti, provocando un grave avvelenamento. Uribe si congratula con Carlos per il progetto della cabina telefonica pubblica, ma Lidia afferma che questo è il suo progetto e che Carlos l'ha rubato. Uribe chiede quindi a entrambi di svilupparlo e sceglierà il migliore. Nella stessa notte viene organizzata un'asta di beneficenza e Mario scopre sua moglie Angeles ad avvelenarlo con il cianuro. I due escono di fuori e ne segue una feroce colluttazione. Carlota, Marga e Lidia si precipitano ad aiutare Angeles e Mario tenta di strangolare Lidia. Per salvare la sua amica, Angeles uccide il marito colpendolo in testa. Nel frattempo Francisco arriva all'asta della compagnia, proponendo a Carlos il suo aiuto per distruggere Lidia.

## 2. Capitolo 10: Il patto
La morte di Mario sconvolge la serata dell'asta e il cadavere viene nascosto da Lidia e dalle altre ragazze nel fiume, trasportato dall'auto di Mario. Ángeles decide di scappare a casa di sua madre con Sofía e le sue amiche raggiungono un accordo promettendo di tacere per sempre sulla relazione, ma Carlota racconta tutto a Sara. Negli ultimi mesi Elisa è stata ricoverata in ospedale per un esaurimento nervoso dopo aver scoperto l'identità di Alba. Dona Carmen vuole vietare a Elisa di interferire negli affari dell'azienda. Lidia, che sta sviluppando il progetto della cabina telefonica, chiede aiuto a Francisco per darle un'opinione e dargliene una copia. Non sa che Francisco e Carlos stanno cospirando contro di lei. In azienda Mario ha rubato dei soldi ed è stato denunciato alla polizia per il furto. L'ispettore di polizia Cristóbal Cuevas Moreno viene incaricato di indagare sul furto. Si presenta a casa di Angeles e Mario e trova Angeles e Lidia intenzionate a preparare tutto per scappare. Le ragazze escogitano una strategia per far credere agli altri che Mario è scappato con i soldi e ha preso un treno senza destinazione nota. Elisa arriva in azienda e incontra Uribe e sua sorella Alexandra, appena arrivati da New York. In questa occasione vengono presentati anche Donna Carmen e Carlos. Elisa, dopo aver incontrato Lídia, rivela il piano di Francisco e Carlos contro di lei e offre la sua alleanza. Lídia decide di affrontare Francisco, che le racconta una versione distorta dei fatti ei due si baciano. Carolina si presenta al commissario di polizia per rivelare all'ispettore Cuevas che ha i soldi che Mario ha rubato all'azienda e che non è possibile che Mario sia scappato come dice Ángeles.

## 3. Capitolo 11: La gelosia
Francisco, rinunciando a rovinare il progetto, bacia Lidia e Carlos li vede. Il padre di Marisol è gravemente malato ed è ricoverato in ospedale, così Pablo, visto il profondo affetto che lo lega alla famiglia di Marisol, va a trovarlo, ma Marisol, fingendo di essere finalmente fuori compagnia, vuole vedere l'anello che Pablo vuole regalare a Marga e lo ruba. In realtà, Marisol ha inventato la grave malattia del padre per avvicinare Pablo quando, in realtà, il padre si è appena sottoposto a una tonsillectomia. Il furto di Mario fa decidere ad Alex e Uribe di posizionare delle guardie all'ingresso e all'uscita dell'azienda per controllare le borse di tutti i dipendenti per evitare ulteriori problemi. Ciò provoca molto malcontento tra i lavoratori, perché è diventato anche difficile spostarsi tra le stanze dell'edificio in assenza di un permesso speciale. Carlos va a letto con Alex e Lidia è terribilmente gelosa. L'ispettore Cuevas continua a indagare sulla morte di Mario e torna a casa di Ángeles, dove trova le foto scattate da Ángeles in un momento di odio e rabbia nei confronti di Mario. Uribe vorrebbe vedere i conti dell'azienda, ma Dona Carmen nega e fa riammettere Ángeles al lavoro. Marga scopre da sua nonna che Pablo vuole che lei lo sposi e Pablo scopre che l'anello di fidanzamento gli è stato rubato. Carlos rivela ad Ángeles di averla vista uscire con Mario la sera dell'asta e di essere stato convocato dalla polizia. A causa della disobbedienza alle nuove regole di sicurezza in ufficio, Carlota e Marga vengono punite e rinchiuse in uno stanzino e Carlota decide di ribellarsi alla leadership. Chiede aiuto a Sara e la invita quella notte a organizzare lo sciopero, ma Sara ammette di essere impegnata, quindi Carlota scopre che Sara ha prenotato una camera d'albergo fornendo un nome maschile. Quando arriva quella stessa notte, Sara rivela a Carlota che si sente un uomo e Carlota ne rimane assolutamente scioccata. Lidia e Francisco continuano l'elaborazione del progetto delle cabine telefoniche pubbliche e l'odio tra Lidia e Alex è sempre più impressionante a causa della gelosia di Lidia per la relazione sessuale tra Alex e Carlos. Elisa scopre che sua madre ha rubato i soldi dell'azienda e che ha bruciato tutti i documenti richiesti da Uribe. Francisco affronta Carlos e Marga invita Pablo a cena alla pensione di Dona Lola per chiederle di sposarlo: Marisol appare con l'anello al dito, facendo credere a Marga che Pablo le aveva chiesto di sposarlo per primo. Marga se ne va disperata.